# 카타 도보

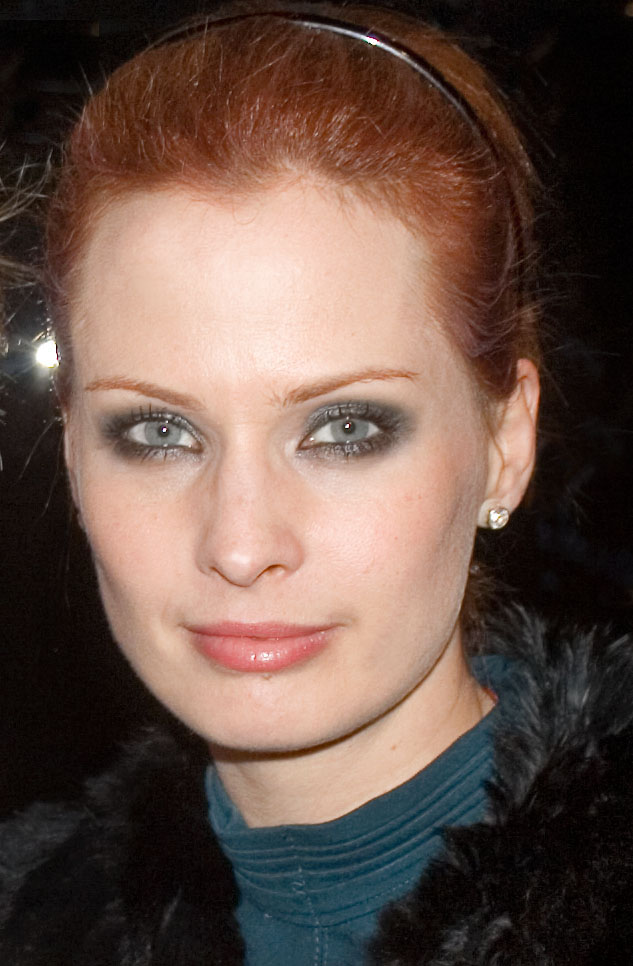

카타 도보(Kata Dobó, 1974년 2월 25일 ~ )는 헝가리의 배우, 영화배우이다.
죄르에서 태어났다.

## 영화
- 부다페스트 느와르 (2017년) - 마고 역
- 블러드 앤 초콜렛 (2007년) - 베이트리체 역
- 영광의 아이들 (2006년)
- 원초적 본능 2 (2006년)
- 낫싱 엘스 (2005년)
- 디텐션 (2003년)
- 아웃 포 킬 (2003년)
- 롤러볼 (2002년)
- 아메리칸 랩소디 (2001년)
- 15분 (2001년)